# Johann Bernhard Vermehren
Johann Bernhard Vermehren (* 6. Juni 1777 in Lübeck; † 29. November 1803 in Jena) war ein frühromantischer deutscher Dichter und Gelehrter.

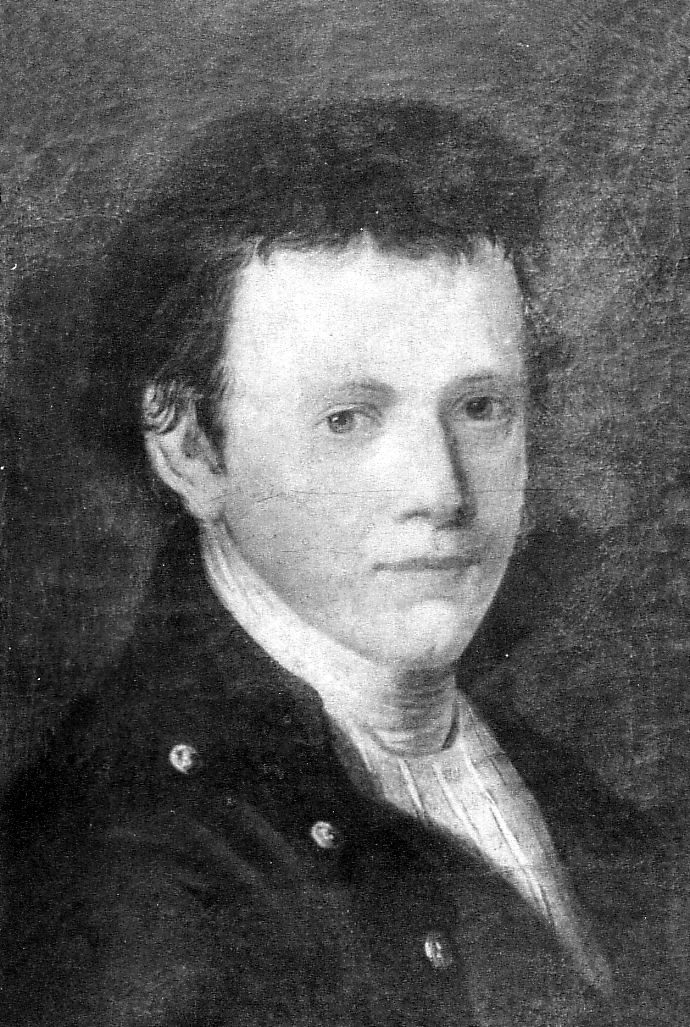
Johann Bernhard Vermehren 1777–1803

## Leben
Vermehren war ein frühromantischer Dichter, der deutlich im Schatten der von ihm verehrten großen Dichter seiner Zeit stand. Er hatte an der philosophischen Fakultät der Universität Jena 1799 promoviert, sich ein Jahr später habilitiert und lehrte dort als Privatdozent, bis er 1803 an Scharlach erkrankte und starb.
Seine ersten Gedichte erschienen im Musenalmanach von Friedrich Schiller sowie im Berlinischen Archiv der Zeit. Seine zehn Briefe über Friedrich Schlegel’s Lucinde zur richtigen Würdigung derselben brachten ihm nach dem Erscheinen im Jahr 1800 die Gönnerschaft Friedrich Schlegels ein, während die zeitgenössische Kritik das Werk zerriss. Friedrich Schleiermachers Vertraute Briefe stellten Vermehrens Betrachtungen über Lucinde damals dann vollends ins Abseits. Mit der hilfreichen Unterstützung Friedrich Schlegels gab Vermehren seinen romantischen Musenalmanach zweimal, 1802 erschienen in Leipzig und 1803 in Jena, heraus. Neben den 15 Gedichten Friedrich Schlegels erschienen in Vermehrens Almanach Beiträge von Sophie Mereau, Stephan August Winkelmann, Klopstock und Hölderlin. 
Vermehren heiratete am 20. April 1801 die zwölf Jahre ältere Witwe des Reichspostmeisters in Jena, Johanna Henriette von Eckardt, Tochter des Geheimen Hofrats und Professors Johann Ludwig von Eckardt (1732–1800). Der Sohn aus dieser Ehe, Friedrich Bernhard Vermehren (1802–1871), wurde später Geheimer Oberappellationsgerichtsrat am Gesamt-Oberappellationsgericht zu Jena für die Ernestinischen Staaten, aus dem 1878 das Oberlandesgericht Jena hervorging. Sein Enkel war der Klassische Philologe Moritz Vermehren (1829–1893), außerordentlicher Professor an der Universität Jena.

## Schriften
- Jesus, wie er lebte und lehrte, nach den Berichten der Evangelisten. Gebauer, Halle 1799 (Digitalisat).
- Bericht über Friedrich Schlegel's Lucinde zur richtigen Würdigung derselben. Stahl, Jena 1800 (Digitalisat).
- Einige Briefe über Schillers Maria Stuart, und über die Aufführung derselben auf dem Weimarischen Hoftheater. Schöne, Jena 1800 (Digitalisat).
- Schloß Rosenthal. Ein Mährchen. Unger, Berlin 1803 (Digitalisat).

## Belege
1. ↑  November 1800, S. 339 ff.

| Personendaten    | Personendaten                                    |
| ---------------- | ------------------------------------------------ |
| NAME             | Vermehren, Johann Bernhard                       |
| KURZBESCHREIBUNG | frühromantischer deutscher Dichter und Gelehrter |
| GEBURTSDATUM     | 6. Juni 1777                                     |
| GEBURTSORT       | Lübeck                                           |
| STERBEDATUM      | 29. November 1803                                |
| STERBEORT        | Jena                                             |